# VAIO (企業)
VAIO株式会社（バイオ、英: VAIO Corporation）は、長野県安曇野市に本社を置き、主にパソコンの製造、販売を手がける電機メーカー。ノジマの子会社である。

## 概要
2014年（平成26年）7月1日に、ソニーが「VAIO」ブランドで展開していたパソコン事業を日本産業パートナーズ (JIP) に譲渡したことに伴い発足。本社はVAIOの生産拠点である旧・ソニーイーエムシーエス長野テクノロジーサイトに置かれた。
2014年設立当初、販売は、引き続きソニーが携わる形でソニーマーケティングが行っており、VAIO OWNER MADEモデルおよび法人モデルはソニーストア（ソニー時代はソニーショップでも取扱っていた）で販売されていたが、2022年5月、ソニーストアでの法人モデルの取り扱いは終了し、個人向けのみとなった。2015年3月6日からは、購入後すぐに持ち帰れる「個人向け標準仕様モデル」が一部機種に設定され、全国の大型家電量販店で販売が開始された。VAIO株式会社は2015年12月に個人向け直営オンラインストアであるVAIOストア、2016年12月に法人向け直営オンラインストアである、VAIOストアビジネスでの販売を開始した。2023年1月現在、法人向けの販売は、VAIO株式会社が直接エンドユーザもしくは大手ディストリビュータ、販売店を通じて販売。
当社の生産分には「VAIO」ロゴの入った青紫色のメッセージカードが封入される。このカードに押されている「安曇野FINISH」（後述）のスタンプは全て手押し。
2017年以降は、企業向け (BtoB) パソコンとEMSが事業の柱となった。社員の多くが元ソニーの技術者という点や、PCの技術者が手が空いた時はすぐEMSや新規事業の立ち上げに回るなどといった意思決定の速さ、および技術者が営業に回っていることから「営業が技術を解る」ことを売りとしている。
2021年、山野正樹が代表に就任以後はEMS事業を終了。企業向け (BtoB) パソコンが事業の柱となり、全体の約4分の3が法人ビジネスとなっている。
2025年1月、家電量販店を展開する株式会社ノジマが、VAIO株式会社およびVAIO株式を保有するVJホールディングス3株式会社の発行済株式数の約93.2%の株式を取得し、ノジマの子会社となった。VAIO株式会社は「VAIOの独立性は尊重され、社名、代表取締役・経営執行陣、事業運営方針、お客様との関係およびブランド商標に変更はない」と説明した。

## 歴史

### 事業の売却
「VAIO」は、インターネット黎明期である1996年の発売から17年以上の歴史を刻んできた国産パソコンのブランドであったが、2005年にはソニーのエレクトロニクス部門においてAIBOやCLIEなどに続き収益改善が見込まれない製品群とされていた。
- 2014年2月1日 - 日本経済新聞朝刊1面とNHKニュースで「レノボグループと合弁会社を設立し、パーソナルコンピュータ (VAIO) の海外向け事業を移管し、国内事業についても民族系企業再生ファンドの日本産業パートナーズ (JIP) から出資を受ける交渉に入った」と報道された。報道を受け、ソニーは同日、交渉は否定するも、事業の再編については検討していると一部容認するコメントを発表した。
- 2014年2月6日 - ソニーは全世界でのパーソナルコンピュータ事業を終息し、生産や企画に携わる拠点（ソニーEMCS長野テック）・従業員を含めた同事業全てをJIPが設立する特別目的会社に譲渡し、2014年夏モデル以降はVAIOブランドを維持した上で新会社が担うことを発表。ソニーは新会社への出資を僅か5%に留め、同事業から実質的に撤退することになった。

ソニーが発売するVAIOは同年2月上旬までに順次発売された2014年春モデルが最終製品となり、ソニーストアでの「VAIOオーナーメイド（CTO方式）モデル」の発売は2014年4月20日に受注終了。カスタマイズ（完成）済みの「VAIOオーナーメイド速配仕様モデル」と家電量販店などで市販される「店頭販売モデル」は在庫が無くなり次第販売終了となる予定である。ソニー発売分のアフターサービスに関してはソニーマーケティングが担当する。

### VAIOの設立
- 2014年5月2日 - ソニーがパーソナルコンピュータ事業を承継する新会社について詳細を発表。同年7月1日付けで同事業を譲渡し、VAIO株式会社[20]に移管することを公表。
- 2014年7月1日 - 当社に正式に移管。
  - 当面、日本国内向けの製品開発を進める計画で、Windowsを搭載したノートパソコンに製品を絞る。
  - 上位モデルは長野県安曇野市にある本社工場での生産を継続。低価格のエントリーモデルはEMS方式で生産するが日本の本社工場での検品を通す「安曇野FINISH（あづみのフィニッシュ）」によって品質を確保する。
  - 設立当初、販売戦略は、ソニーの子会社であるソニーマーケティングが当社の販売総代理店を請け負い、ソニー直営店と直販サイト「ソニーストア」を販売の中心とする方針に転換し、家電量販店での販売は一部の機種とオーナーメイド受付のみとする[21]。
  - 2024年1月現在の販路：[22][23][24]
    - VAIO直営オンラインストア(個人向け）   https://store.vaio.com/shop/
    - VAIO直営オンラインストア（法人向け）   https://biz.vaio.com/shop/
    - ソニー公式オンラインストア   https://www.sony.jp/vaio-v/
    - 大型量販店 VAIO展示・取扱店一覧   https://vaio.com/store/locator/
    - VAIOストア 楽天市場店   https://www.rakuten.ne.jp/gold/vaio-store/
    - VAIOストア Amazon店   https://www.amazon.co.jp/vaio/
    - 法人向けの販売は、当社が直接エンドユーザもしくは大手ディストリビュータ、販売店を通じて販売。

### 新規事業への参入
- 2020年4月9日 - ドローンによる社会インフラの革新を推進・加速する機体開発、ソリューション提供する子会社、VFR株式会社を2020年3月に設立し、4月9日より営業を開始すると発表[25]。
- 山野正樹が社長就任以後、EMS事業によるロボット、VFRを通じたドローンなどの事業はいったん中止し、本業であるPCに力を注ぐ[5]。

## 主要商品

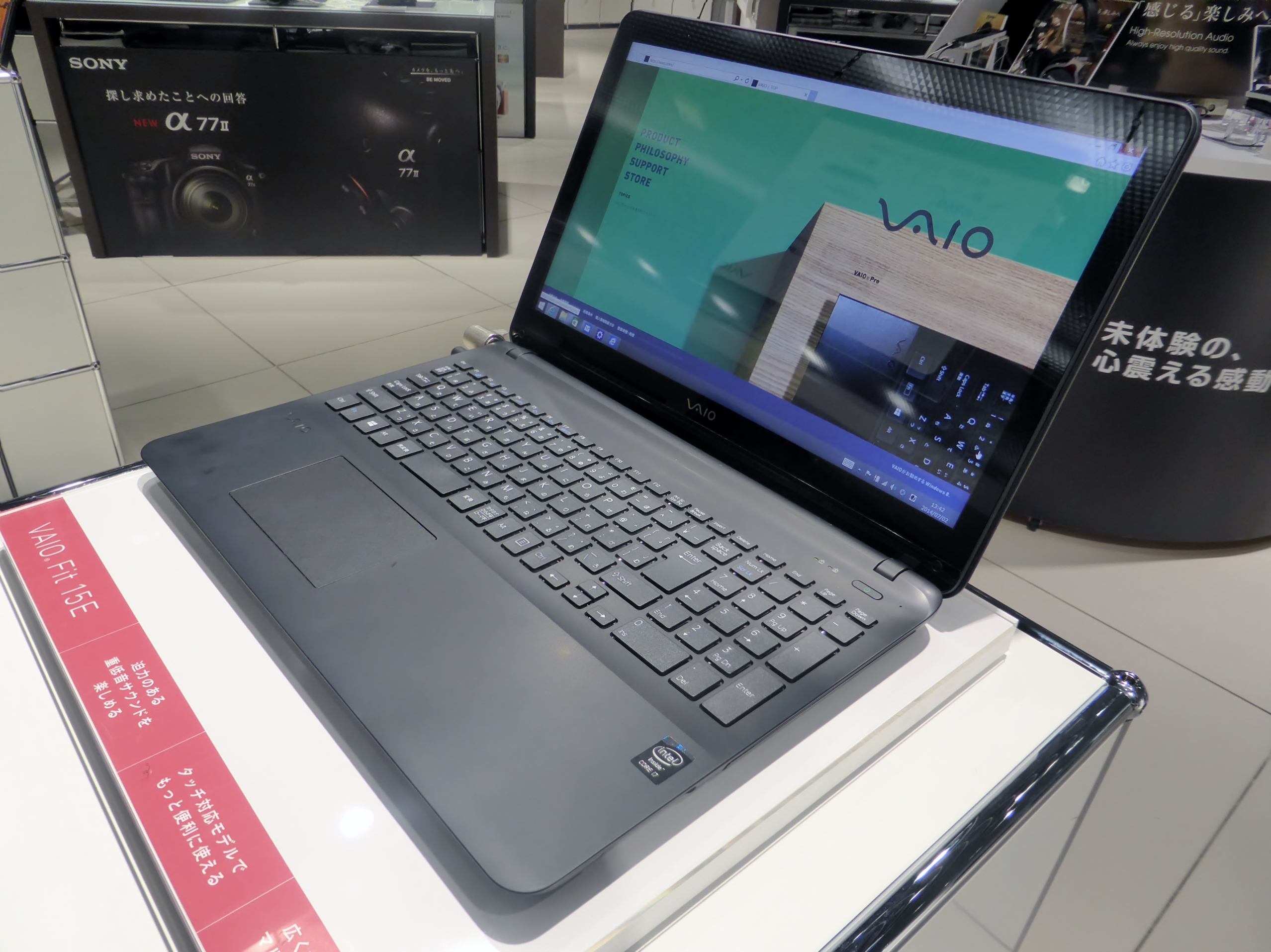
VAIO Fit 15E。これまでソニーのロゴが記載されていた画面下部にVAIOのロゴが入っている

### 商品ブランド
- パーソナルコンピュータ
  - VAIO
- スマートフォン
  - VAIO Phone（ODM）
  - VAIO Phone Biz
  - VAIO Phone A

### EMS（製造受託サービス）事業
- KIROBO mini（トヨタ自動車）
- ガンシェルジュ ハロ（バンダイ）
- popIn Aladdin

## 沿革

### 前史
- 1961年10月 - 東洋通信工業株式会社豊科工場として操業開始[26]。
- 1974年 - ソニー傘下入り。長野東洋通信工業株式会社に改称。ソニーオーディオ機器を主力に生産。[27]
- 1983年以降 - MSX・SMC-777・AXPC・Mylo・Sony Tablet（初期）・NEWS・AIBO等を生産[27]。
- 1989年 - ソニーデジタルプロダクツ株式会社に改称[27]。
- 1997年 - VAIO生産開始（ノートPCのみ担当。デスクトップPCは木更津事業所が担当）[27]。
- 2001年 - ソニーイーエムシーエス株式会社長野テックに改称[26]。
- 2005年 - ソニーイーエムシーエス木更津テックからデスクトップPC生産移管[27]。
- 2010年 - VAIO事業本部を当地に移管。VAIOの設計・開発・生産機能の一本化[27]。

### 社業
- 2014年
  - 7月1日 - 設立[6][7]。ソニーマーケティングと販売総代理店契約を締結[28]。
  - 12月25日 - 日本通信と協業し、スマートフォン事業に参入する予定であることを発表[29]。
- 2015年
  - 3月12日 - 日本通信と共同で、Androidを搭載したスマートフォン「VAIO Phone」を発表。
  - 8月19日 - 米国とブラジルで販売パートナー契約を結び海外進出することを発表。
- 2016年
  - 2月4日 - Windows 10 Mobileを搭載したスマートフォン「VAIO Phone Biz」を発表。
  - 7月26日 - アルゼンチン、チリ、ウルグアイで販売を開始することを発表。
- 2017年
  - 8月1日 - 中国で販売を開始することを発表。
- 2018年
  - 7月26日 - 香港、マカオ、マレーシア、シンガポール、台湾で販売を開始することを発表。
- 2019年
  - 4月2日 - 欧州6か国（ドイツ、オーストリア、スイス、英国、デンマーク、スウェーデン）で販売を開始することを発表[30]。
  - 10月8日 - 中東4か国（アラブ首長国連邦、サウジアラビア王国、カタール、バーレーン）で販売を開始することを発表[31]。

### 歴代社長
1. 関取高行（2014年7月1日 - 2015年6月8日）[6][7][32]
2. 大田義実（2015年6月8日 - 2017年6月15日）[32]
3. 吉田秀俊（2017年6月15日 - 2019年8月27日）
4. 山本知弘（2019年8月27日 - 2021年6月1日）
5. 山野正樹（2021年6月1日 - ）